# Čepičatka
Čepičatka (Galerina) je rod hub z čeledi límcovkovité (Strophariceae). Zástupci tohoto rodu jsou saprofyti (dekompozitoři), jsou typickým příkladem malých jedovatých hub, tzv. "houbiček", některé druhy obsahují amanotoxiny.

## Obecná charakteristika
Většina zástupců rodu čepičatka jsou menší než 15 cm a jsou saprofyti. Nejčastějšími poznávacími znaky jsou lupeny nepřirostlé ke třeni, výtrusný prach, který je zbarven do odstínů žluté, oranžové nebo hnědé, konvexní až plochý klobouk, jenž je zcela lysý. Mohou být zaměněny s některými lysohlávkami (Psilocybe). Jsou obtížné na identifikaci v případě, kdy známe pouze morfologické znaky. Některé druhy rodu Galerina, jak bylo již zmíněno, obsahují amanotoxiny, což jsou toxické sloučeniny, které mohou způsobit poškození jater a dalších orgánů či při větším množství být dokonce fatální. Tyto toxiny lze najít ještě u rodu Amanita, Lepiota a u jednoho druhu rodu Pholiotina.
Vyskytují se na rozkládajícím se dřevě (většinou jehličnanů) nebo na bylinách především mechu. Některé druhy například čepičatka jehličnatá (Galerina marginata) byly nalezeny na bukovém dřevu. Další výjimku tvoří čepičatka nízká (Galerina pumila), která může rozkládat lišejníky.

## Významní zástupci
- Čepičatka jehličnatá – studiem DNA bylo zjištěno, že Galerina autumnalis a další druhy rodu čepičatka s podobnými morfologiemi jsou ve skutečnosti poddruhy čepičatky jehličnaté. Čepičatka jehličnatá je nejrozšířenějším zástupcem tohoto rodu.
- Galerina sulciceps – jedná se o nejjedovatější houbu světa, vyskytuje se nejvíce v Indonésii, a má 3-5× více amanitinu než muchomůrka zelená (A. phalloides).

## Synonyma (lat.)
- Galerula
- Meottomyces
- Pholidotopsis
- Velomycena 1

## Přehled druhů
- Conocybe apros – čepičatka bezpórá
- Conocybe huijsmanii – čepičatka Huijsmanova
- Conocybe moseri- čepičatka Moserova
- Galerina allospora
- Galerina ampullaceocystis – čepičatka lahvovitá
- Galerina annulata
- Galerina antarctica
- Galerina atkinsoniana – čepičatka Aktinsova
- Galerina badipes – čepičatka hnědonohá
- Galerina calyptrata – čepičatka hnědá
- Galerina camerina  – čepičatka klenutá
- Galerina carbonicola – čepičatka uhlová
- Galerina cephalotricha
- Galerina cerina
- Galerina cinctula – čepičatka páskatá
- Galerina clavata – čepičatka řídkolupená
- Galerina corcontica – čepičatka krkonošská
- Galerina detriticola – čepičatka detritová
- Galerina embolus
- Galerina graminea – čepičatka travní
- Galerina harrisonii
- Galerina heimansii
- Galerina heterocystis – čepičatka řídkolupená
- Galerina hybrida
- Galerina hypnorum – čepičatka mechová
- Galerina hypophaea
- Galerina jaapii – čepičatka límečková
- Galerina lacustric – čepičatka vlhkomilná
- Galerina marginata – čepičatka jehličnatá
- Galerina miniophila – čepičatka měříkova
- Galerina moelleri
- Galerina nana/pumila – čepičatka nízká
- Galerina paludinella
- Galerina paludosa – čepičatka močálová
- Garelina patagonica – čepičatka patagonská
- Galerina pereplexa – (čepičatka komplikovaná)-překlad
- Galerina permixta
- Galerina phillipsii – čepičatka Filipova
- Galerina pinetorum
- Galerina praticola – čepičatka luční
- Galerina pseudocamerina – čepičatka mokřadní
- Galerina pseudocerina
- Galerina pseudomniophila – čepičatka měříkomilná
- Galerina pseudomycenopsis – čepičatka helmovková
- Galerina pseudotundrae
- Galerina pruitvatipes
- Galerina pumila – čepičatka helmovkovitá
- Galerina salicicola
- Galerina septentrionalis
- Galerina sideroides – čepičatka zvoncovitá
- Galerina sphagnicola
- Galerina sphagnorum – čepičatka rašelinná
- Galerina stordalii – čepičatka Stordalova
- Galerina stylifera – čepičatka sklenutá
- Galerina subbadipes
- Galerina subcerina
- Galerina subclavata – čepičatka alpínská
- Galerina subochracea
- Galerina sulciceps – (čepičatka brázdohlavá)
- Galerina terrestris
- Galerina tibiicystis – čepičatka kosťovitá
- Galerina triscopa – čepičatka pařezová
- Galerina uncialis – čepičatka palcová
- Galerina venenata
- Galerina viscidula
- Galerina vittiformis – čepičatka pruhovaná 1